# Stanisław Bac (1887–1970)

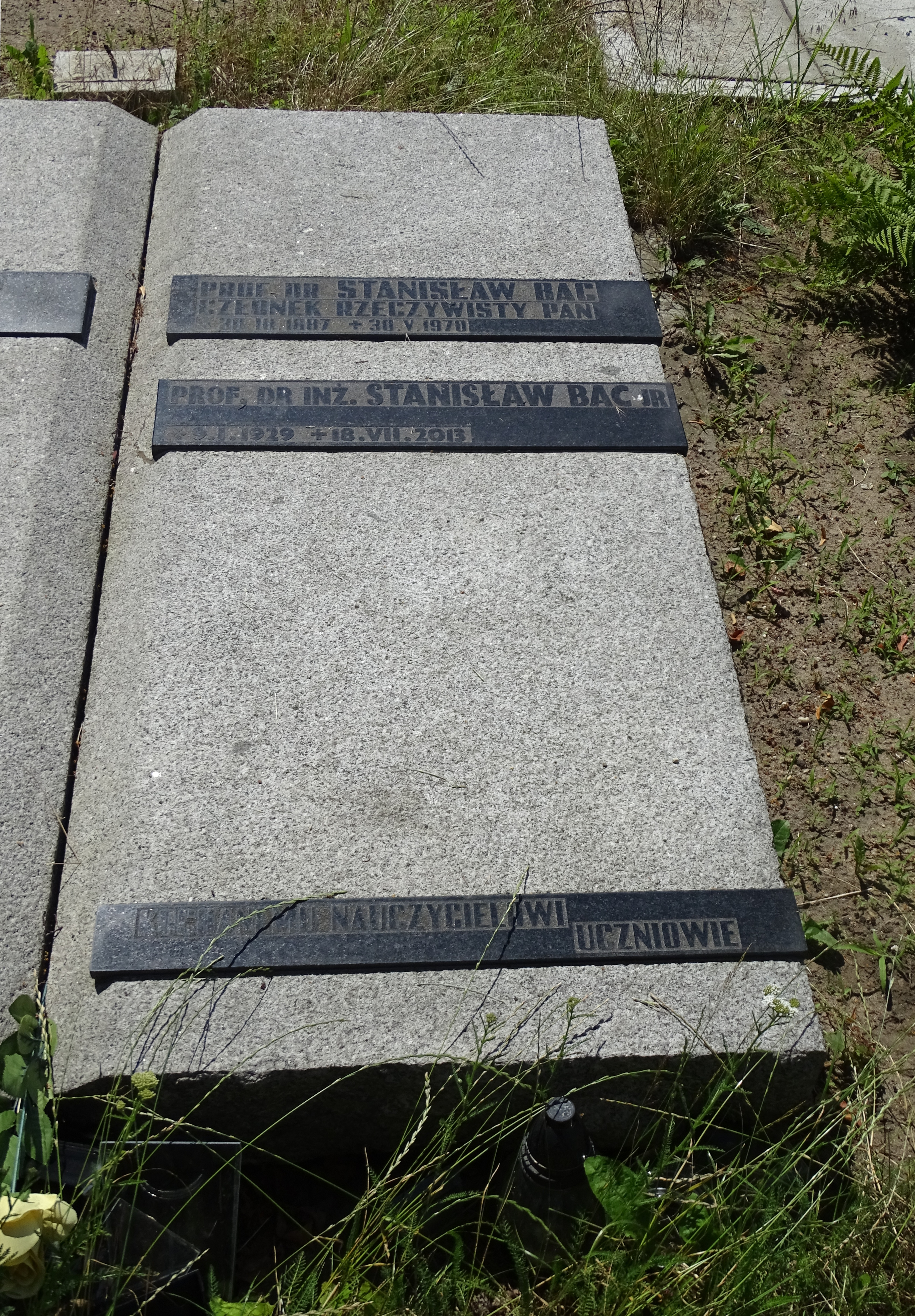
Grób prof. S. Baca na cmentarzu przy ul. Smętnej we Wrocławiu

Stanisław Sebastian Bac (ur. 30 marca 1887 w Kazimierzy Wielkiej, zm. 30 maja 1970 we Wrocławiu) – polski profesor agrometeorolog, meliorant. 

## Życiorys
Urodził się w rodzinie Macieja i Marii z Pieprzaków. Miał brata Jana. Ukończył w 1898 szkołę powszechną w Proszowicach, w 1905 gimnazjum w Krakowie. W 1911 uzyskał absolutorium na Wydziale Inżynierii Wodnej Politechniki Lwowskiej, w 1912 objął stanowisko asystenta w Katedrze Inżynierii Wiejskiej Akademii Rolniczej w Dublanach, gdzie jednocześnie podjął studia rolnicze. W grudniu 1914, już w czasie I wojny światowej, w przerwie w walkach na froncie, zdał egzamin dyplomowy na Politechnice Lwowskiej. 
W młodości, od 9 lipca 1908 należał do Drużyn Bartoszowych. We wrześniu 1909 wszedł w skład ich Rady Naczelnej. Był kierownikiem sekcji organizacyjnej (27 kwietnia-31 grudnia 1911), komisarzem chorągwi lwowskiej, zastępcą naczelnika głównego (1911–1912) oraz naczelnikiem głównym (do 31 lipca 1914). W latach 1914–1921 walczył o niepodległość Polski, w tym w wojnie polsko-bolszewickiej. W czasie walk polsko-ukraińskich w 1918 r. początkowo pełnił funkcję szefa sztabu Naczelnej Komendy Wojsk Polskich we Lwowie, a następnie funkcję referenta uzbrojenia w tejże komendzie. Był później członkiem Związku Obrońców Lwowa z Listopada 1918 Roku. 
Po zakończeniu wojny od 1921 do 1926 był dyrektorem Miejskiej Szkoły Rzemieślniczej w Olkuszu, następnie w Wiśniowcu organizował Szkołę Rzemieślniczo-Przemysłową. Począwszy od 1926 do 1937 pełnił funkcję adiunkta na Politechnice Lwowskiej. W 1930 ukończył studia na Wydziale Rolniczo-Lasowym Politechniki Lwowskiej. W 1931 uzyskał stopień doktora nauk technicznych. W późniejszym czasie uzyskał stopień doktora habilitowanego Wydziału Rolnego SGGW w Warszawie. W latach 1937–1946 zorganizował dział hydrologii Państwowego Instytutu Naukowego Gospodarstwa Wiejskiego w Puławach oraz kierował jego stacją meteorologiczną. W latach 1938–1939 oraz 1944–1945 był wicedyrektorem PINGW w Puławach.
W czasie wojny wstąpił do Batalionów Chłopskich. Był żołnierzem placówki Puławy.
W latach 1945–1946 organizował i kierował Zakładem Melioracji Rolnych UMCS. W latach 1946–1970 kierował Katedrą Melioracji i Inżynierii Rolnej WSR we Wrocławiu. W 1948 otrzymał tytuł naukowy profesora. W latach 1951 do 1954 pełnił funkcję dziekana Wydziału Inżynierii Kształtowania Środowiska i Geodezji WSR. W 1958 został członkiem korespondentem, w 1961 r. członkiem rzeczywistym Polskiej Akademii Nauk. 30 września 1960 przeszedł na emeryturę. W 1962 otrzymał doktorat honoris causa WSR we Wrocławiu (obecnie Uniwersytet Przyrodniczy).
Zasiadał w radzie naukowej PIHM, Państwowej Radzie Ochrony Przyrody Karkonoskiego Parku Narodowego (w 1983 został jej przewodniczącym), Radzie Głównej Szkolnictwa Wyższego, rady przy ministrze rolnictwa.
Wykładał meliorację torfowisk w SGGW, melioracje rolne i meteorologię na UMCS, melioracje rolne i leśne w WSR we Wrocławiu.
Opublikował ponad 130 publikacji. Był promotorem ponad 30 doktoratów, opiekował się kilkoma przewodami habilitacyjnymi.
24 czerwca 1920 ożenił się z Izabelą Osmołowską (1896–1977). Mieli syna Stanisława Baca (juniora), który również został profesorem agrometeorologii. 
Zmarł we Wrocławiu, pochowany na cmentarzu Parafii Świętej Rodziny (sektor 12-11-12,12a).

## Ordery i odznaczenia
- Order Sztandaru Pracy I klasy (1957)
- Krzyż Kawalerski Orderu Odrodzenia Polski (28 września 1954)[9]
- Krzyż Walecznych (1921)
- Złoty Krzyż Zasługi (dwukrotnie: 1929, 20 października 1938[10])
- Medal Niepodległości (9 listopada 1933)[11]
- Medal 10-lecia Polski Ludowej (15 stycznia 1955)[12]
- Medal Komisji Edukacji Narodowej (1969)[13]
- Krzyż Obrony Lwowa[3]

## Nagrody
- Nagroda Państwowa III stopnia za dotychczasowy dorobek naukowy w dziedzinie torfoznawstwa i hydrologii (1955)[14]

## Upamiętnienie
Jego imieniem nazwano aulę Wydziału Melioracji Wodnych Uniwersytetu Przyrodniczego we Wrocławiu.